# Чилапа-де-Альварес (муниципалитет)
Чилапа-де-Альварес (исп. Chilapa de Álvarez) — муниципалитет в Мексике, штат Герреро, с административным центром в одноимённом городе. Численность населения, по данным переписи 2010 года, составила 120 790 человек.

## Общие сведения
Название Chilapa с языка науатль можно перевести как: на красной реке; окончание Álvarez дано в честь генерала Хуана Альвареса.
Площадь муниципалитета равна 750 км², что составляет 1,18 % от площади штата. Он граничит с другими муниципалитетами Герреро: на севере с Ситлалой и Ауакуоцинго, на востоке с Атлистаком и Хосе-Хоакин-де-Эррерой, на юге с Кечультенанго, и на западе с Мочитланом и Тистла-де-Герреро.

## Учреждение и состав
Муниципалитет был образован в 1850 году, в его состав входит 191 населённый пункт, самые крупные из которых:

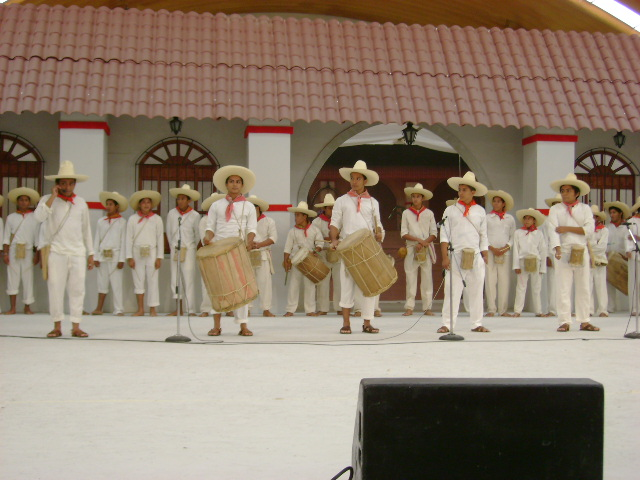
Выступление на площади перед муниципалитетом

| Код INEGI | Населённый пункт                                                      | Численность населения (2005 год) | Численность населения (2010 год) |
| 028       | Всего                                                                 | 105 146                          | 120 790                          |
| 0001      | Чилапа-де-Альварес (исп. Chilapa de Álvarez) (административный центр) | 27 510                           | 31 157                           |
| 0022      | Аяуалулько (исп. Ayahualulco)                                         | 3 587                            | 3 994                            |
| 0055      | Нехапа (исп. Nejapa)                                                  | 3 518                            | 3 944                            |
| 0003      | Акатлан (исп. Acatlán)                                                | 3 006                            | 3 526                            |
| 0091      | Тламистлауакан (исп. Tlamixtlahuacan)                                 | 2 554                            | 3 031                            |
| 0058      | Пантиплан (исп. Pantitlán)                                            | 2 774                            | 2 413                            |
| 0018      | Ацакоалоя (исп. Atzacoaloya)                                          | 2 076                            | 2 255                            |
| 0070      | Санта-Катарина (исп. Santa Catarina)                                  | 1 750                            | 1 936                            |
| 0094      | Тлахинга (исп. Tlaxinga)                                              | 1 518                            | 1 884                            |
| 0054      | Ла-Моонера (исп. La Mohonera)                                         | 1 643                            | 1 808                            |
| 0017      | Атенхохола (исп. Atenxoxola)                                          | н/д                              | 1 770                            |

## Экономическая деятельность
По статистическим данным 2000 года, работоспособное население занято по секторам экономики в следующих пропорциях: сельское хозяйство, скотоводство и рыбная ловля — 44,9 %, промышленность и строительство — 25,1 %, сфера обслуживания и туризма — 27,8 %.

## Инфраструктура
По статистическим данным 2010 года, инфраструктура развита следующим образом:

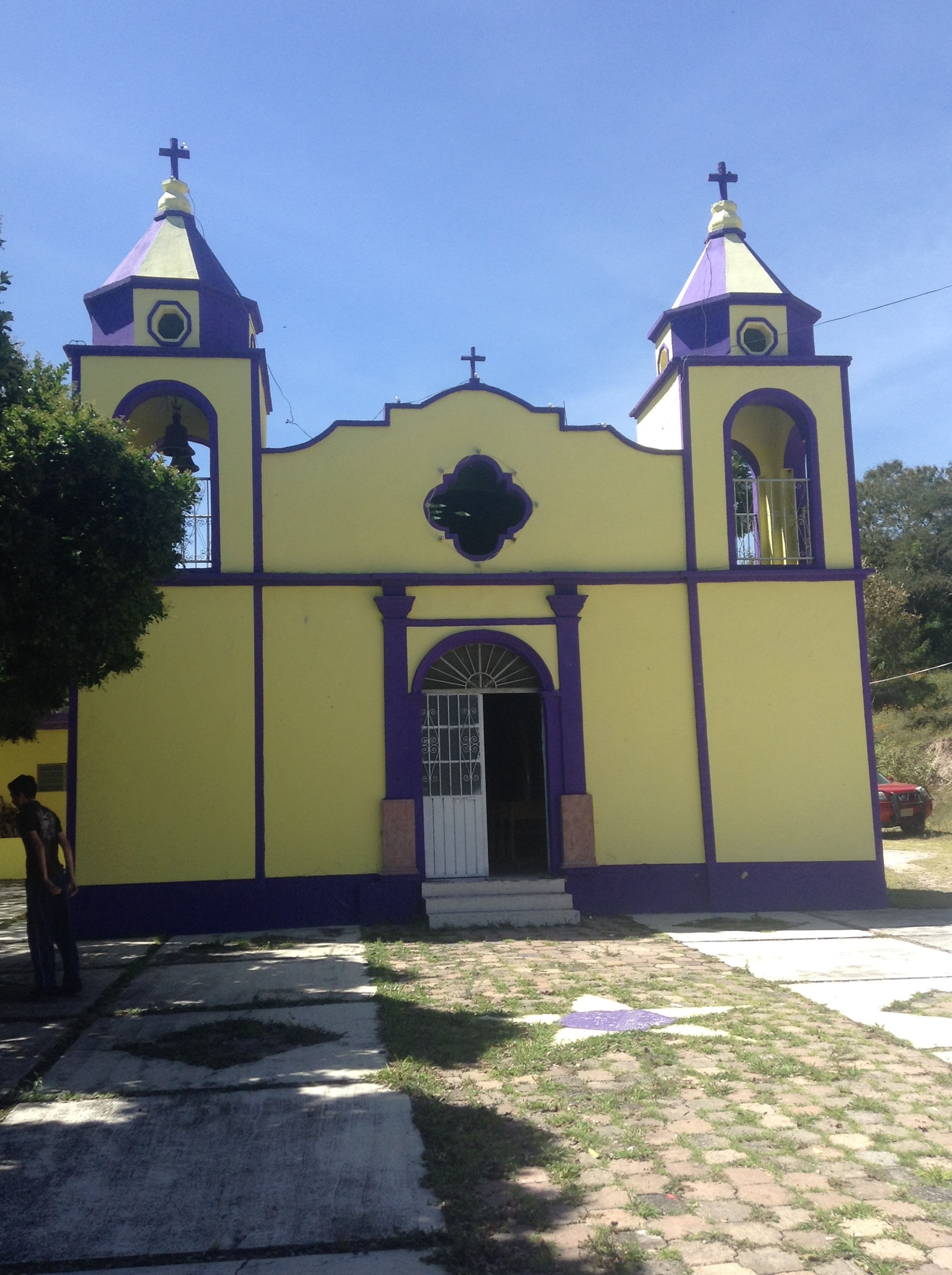
Церковь Святого Хосе

- электрификация: 94,5 %;
- водоснабжение: 52,3 %;
- водоотведение: 56 %.

## Туризм
Основные достопримечательности:
- величественный кафедральный собор, третий по величине в стране, построенный в XVI веке;
- руины акведука, построенного в 1580 году;
- асьенда XVIII века, вблизи поселения Текоютла;
- скальные изображения народа ольмеки, вблизи поселения Каталан;
- руины храма XVI века в горах Тискисин и Паянальцин, вблизи поселения Санта-Катарина;
- в поселении Аяуалулько ремесленный центр с изделиями из тростника и пальм.